# Eddie Wilson
Eddie Wilson (* 5. Juni 1936 in Ludwigsburg als Armin Edgar Schaible) ist ein deutsch-amerikanischer Country-Musiker, der 1961 als Sänger mit den Liedern Dankeschön – bitteschön – wiedersehn und Ich bin froh in Deutschland Charterfolge erzielte.

## Leben
Armin Edgar Schaible lernte die Country-Musik aus dem Rundfunksender American Forces Network (AFN) kennen. Er begann, Gitarre zu spielen und sprach bald fließend Englisch. Ab 1951 wirkte er in der Gruppe „Wagonmasters“ mit, deren Leadsänger er wurde und die auf AFN in der wöchentlichen Sendung „Hillibilly Gasthaus“ auftrat. Der mit Schaible befreundete Martin Haerle (1939–1990) organisierte Country-Konzerte, etwa in der Liederhalle Stuttgart. Haerle arbeitete ab 1959 in Nashville für die Plattenfirma Starday Records, wo er bald zu einem wichtigen Mitarbeiter des Geschäftsführers Don Pierce wurde. Um sich von den bei der Konkurrenz verbreiten Country-Singles in einfachen Covern abzuheben, führte Haerle bei Starday Langspiel-Alben in Covern im Vierfarbendruck mit Zusatzinformationen und Bildern ein. Haerle überzeugte Pierce auch, für den Vertrieb der Schallplatten den Versandhandel Country Music Club of America zu gründen.
Im Jahr 1960 übersiedelte auch Schaible nach Nashville und arbeitete unter dem Namen Eddie Wilson bei Starday als Studiomusiker. Als Sänger veröffentlichte er ab 1961 mehrere Singles, die in den Studios von Starday produziert wurden. Die in Deutschland im Vertrieb von Ariola auf dem Label Top Rank erschienenen Lieder Ich bin froh bzw. Dankeschön – bitteschön – wiedersehn konnten 1961 die Positionen 25 bzw. 17 der deutschen Musikcharts erreichen. Ich bin froh ist eine von Haenle verfasste deutsche Version zur Melodie des Liedes It’s OK, das Georg Jones im Juni 1956 bei Starday veröffentlicht hat. Pierce weigerte sich allerdings, das in englischer Sprache mit deutschen Fragmenten getextete Dankeschön – bitteschön – wiedersehn auch in den USA zu veröffentlichen.
Eddie Wilson bildete ab 1964 mit Vic Willis (1922–1995) und Lee Emerson (1927–1978) den Stab der Songwriter von Starday Records. Nachdem Haerle kurzzeitig zu Pierce Stellvertreter bei Starday aufstieg, wurden er und Schaible jedoch gleichzeitig entlassen. Haerle gründete 1975 in Los Angeles das Bluegrass-Label CMH-Records, das von seinem Sohn David Haerle weitergeführt wird.
Später war Schaible als Fabrikarbeiter tätig, trat als Musiker bei deutschen Volksfesten auf und ließ sich in Houston in Texas nieder. 1987 nahm er im Privatstudio des Gitarristen Jerry Cochran mehrere selbst komponierte Lieder auf, darunter Ludwigsburg. Zusammen mit dem in Walburg im Williamson County (Texas) ansässigen Akkordeonisten und Gastronomen Ronnie Tippelt gründete Eddie Schaible als Gitarrist 1992 die alpine Volksmusikgruppe Walburg Boys, mit der er bei Festivals, in lokalen Fernsehsendungen und in Tippelts Restaurant auftrat. 2008 war Schaible an der Gründung der texanischen Band Enzian Buam beteiligt, die ebenfalls alpine Volksmusik spielt. Er trat dort bis Dezember 2012 auf.

## Diskographie

### Singles
- 1961: Ich bin froh / Danke schön – bitteschön – wiedersehn
- 1962:  Sie hat das gewisse Etwas / Schenk Ihr Geld Und Gold
- 1962: Dankeschoen-Bitteschoen-Wiedersehn / Rheinlaender Waltz
- 1964: Just One More / The Warm Red Wine

### Alben
- 1963: Eddie Wilson singt Stories aus der neuen und alten Welt
- 1979: Dankeschön Bitteschön Wiedersehen